# 強迫性嫉妒
强迫性嫉妒是一种以侵入性和过度思考为特征的嫉妒，可能伴随着对伴侣的强迫性检查。它在精神疾病診斷與統計手冊或國際疾病與相關健康問題統計分中未被归类为精神障碍，但它被作为强迫症的一个症狀例子被提及。其特点是：
1. 与强迫性想法相关的阻力和痛苦很小
2. 专门针对伴侶的愤怒
3. 嫉妒只有在忠诚的关系中才会显现
4. 症状較爲單一
5. 在较低剂量的SSRI下经常有反应
6. 与经典强迫症相比反应迅速